# Corydiidae
Corydiidae zijn een familie uit de orde van de kakkerlakken (Blattodea).

## Taxonomie
De volgende taxa worden bij de familie ingedeeld:
- Geslacht Anacompsa Shelford, 1910
- Geslacht Ctenoneura Hanitsch, 1925
- Geslacht Homopteroidea Shelford, 1906
- Geslacht Ipisoma Bolívar, 1893
- Geslacht Ipolatta Karny, 1914
- Geslacht Melyroidea Shelford, 1912
- Geslacht Oulopteryx Hebard, 1921
- Geslacht Pholadoblatta Rehn & Hebard, 1927
- Geslacht Zetha Shelford, 1913
- Onderfamilie Corydiinae Saussure, 1864
  - = Polyphaginae Saussure, 1864
  - Geslacht Anisogamia Saussure, 1893
  - Geslacht Arenivaga Rehn, 1903
  - Geslacht Austropolyphaga Mackerras, 1968
  - Geslacht Eremoblatta Rehn, 1903
  - Geslacht Ergaula Walker, 1868
  - Geslacht Eucorydia Hebard, 1929
  - Geslacht Eupolyphaga Chopard, 1929
  - Geslacht Hemelytroblatta Chopard, 1929
  - Geslacht Heterogamisca Bey-Bienko, 1950
  - Geslacht Heterogamodes Chopard, 1929
  - Geslacht Homoeogamia Burmeister, 1838
  - Geslacht Hypercompsa Saussure, 1864
  - Geslacht Leiopteroblatta Chopard, 1969
  - Geslacht Mononychoblatta Chopard, 1929
  - Geslacht Nymphrytria Shelford, 1911
  - Geslacht Polyphaga Brullé, 1835
  - Geslacht Polyphagina Chopard, 1929
  - Geslacht Polyphagoides Mackerras, 1968
  - Geslacht Therea Billberg, 1820
- Onderfamilie Euthyrrhaphinae Handlirsch, 1925
  - Geslacht Euthyrrhapha Burmeister, 1838
  - Geslacht  † Proholocompsa Gorochov, 2007
  - Geslacht  † Magniocula Qiu et al., 2019
  - Geslacht  † Paraeuthyrrhapha Anisyutkin, 2008[2]
- Onderfamilie Holocompsinae
  - Geslacht Holocompsa Burmeister, 1838
- Onderfamilie Latindiinae
  - Geslacht Buboblatta Hebard, 1920
  - Geslacht Bucolion Rehn, 1932
  - Geslacht Compsodes Hebard, 1917
  - Geslacht Gapudipentax Lucañas, 2018
  - Geslacht Latindia Stål, 1860
  - Geslacht Melestora Stål, 1860
  - Geslacht Myrmecoblatta Mann, 1914
  - Geslacht Paralatindia Saussure, 1868
  - Geslacht Sinolatindia Qiu, Che & Wang, 2016
  - Geslacht Stenoblatta Walker, 1868
- Onderfamilie Tiviinae
  - Geslacht Sphecophila Shelford, 1907
  - Geslacht Tivia Walker, 1869